# پروفسور مولچاناو
پروفسور مولچاناو (به انگلیسی: Professor Molchanov) یک کشتی است که طول آن ۶۹٫۷ متر (۲۲۹ فوت) می‌باشد. این کشتی در سال ۱۹۸۳ ساخته شد.